# ヌテラ

ヌテラのロゴ

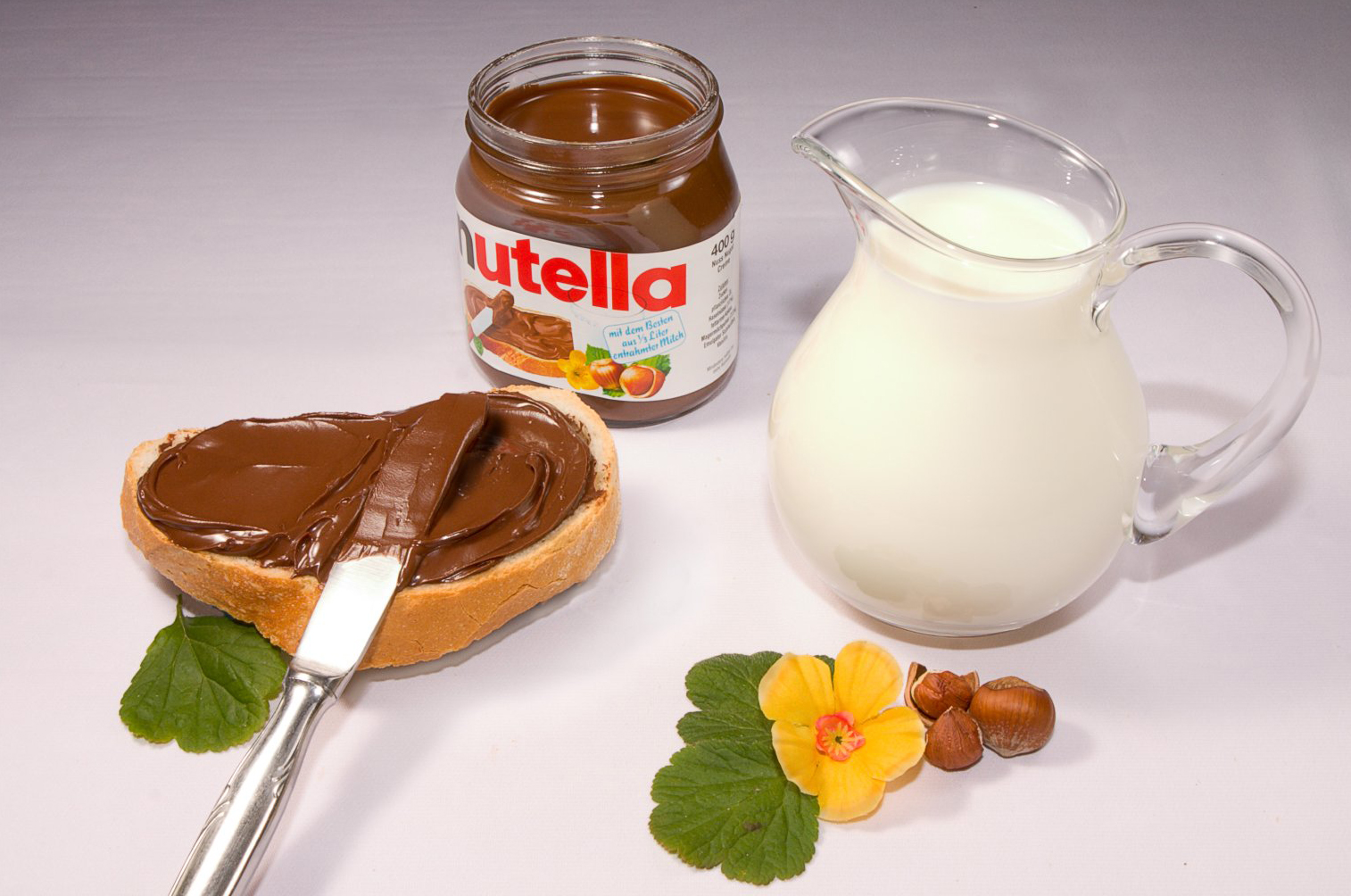
ヌテラ、ヌテラを塗ったパン、牛乳

ヌテラ（伊: Nutella）は、ヘーゼルナッツペーストをベースに砂糖、ココア、脱脂粉乳、香料、乳化剤などの材料を混ぜ合わせた、チョコレート風味のスプレッド。イタリアのフェレロ社が発売している製品で、同社の登録商標である。
パンなどに塗って食べるのが一般的で、アメリカやヨーロッパなどでは人気のあるスプレッドである。ただし、一方でアイスクリームにかけるなど、使用方法も多岐にわたる。アメリカ食品医薬品局では2016年11月2日、ヌテラを中心としたナッツバタースプレッドについて食べ方と通常の1食分の量を問うパブリックコメントの受付を開始。改めてヌテラをシロップとするかスプレッドとするかについて分類を試みることとなった。
世界160ヶ国で毎年約 365,000 t のヌテラが摂取されている。
日本では、かつてキユーピーが販売していたが、2010年（平成22年）3月31日を以て販売を終了しており、2014年（平成26年）現在では、日本フェレロが取り扱っている。

## 歴史
ヌテラの原型は、フェレロ社の創業者であるピエトロ・フェレロによって1940年代に作り出された。当時、第二次世界大戦に伴う配給制でココアが不足していたため、ピエモンテ州で豊富に産出されるヘーゼルナッツが使用された。
このヌテラの原型は、パスタ・ジャンドゥーヤ（pasta gianduja）と呼ばれた。パスタはペースト」を意味する。パスタ・ジャンドゥーヤは塊状だったが、フェレロはこれを瓶詰めにしたものをスーペルクレマ・ジャンドゥーヤ（supercrema gianduja）として発売。1964年には名称をヌテラ（Nutella）に変更した。これは木の実を意味する"nut"に柔らかい語感を与える"ella"（イタリア語の縮小辞）を組み合わせたものである。
1983年からはアメリカ合衆国でも販売されている。
なお、2007年にワールド・ヌテラ・デーは2月5日であると制定された。
2018年1月25日 フランスのスーパーマーケットチェーンが価格を70 %オフ（€4.50 から €1.40）にしたことで、ヌテラを買い占める人々が押し寄せ、掴み合いや器物破損などの暴行沙汰となった。

## 派生品
Nutella and Go
ヌテラとグリッシーニ（スティック状のビスケット）を組み合わせて、ひとつのパッケージにした商品。
Nutella and Go Estathé
Nutella and Goにさらに紅茶飲料の「Estathé」（エスタテ）を組み合わせた商品。

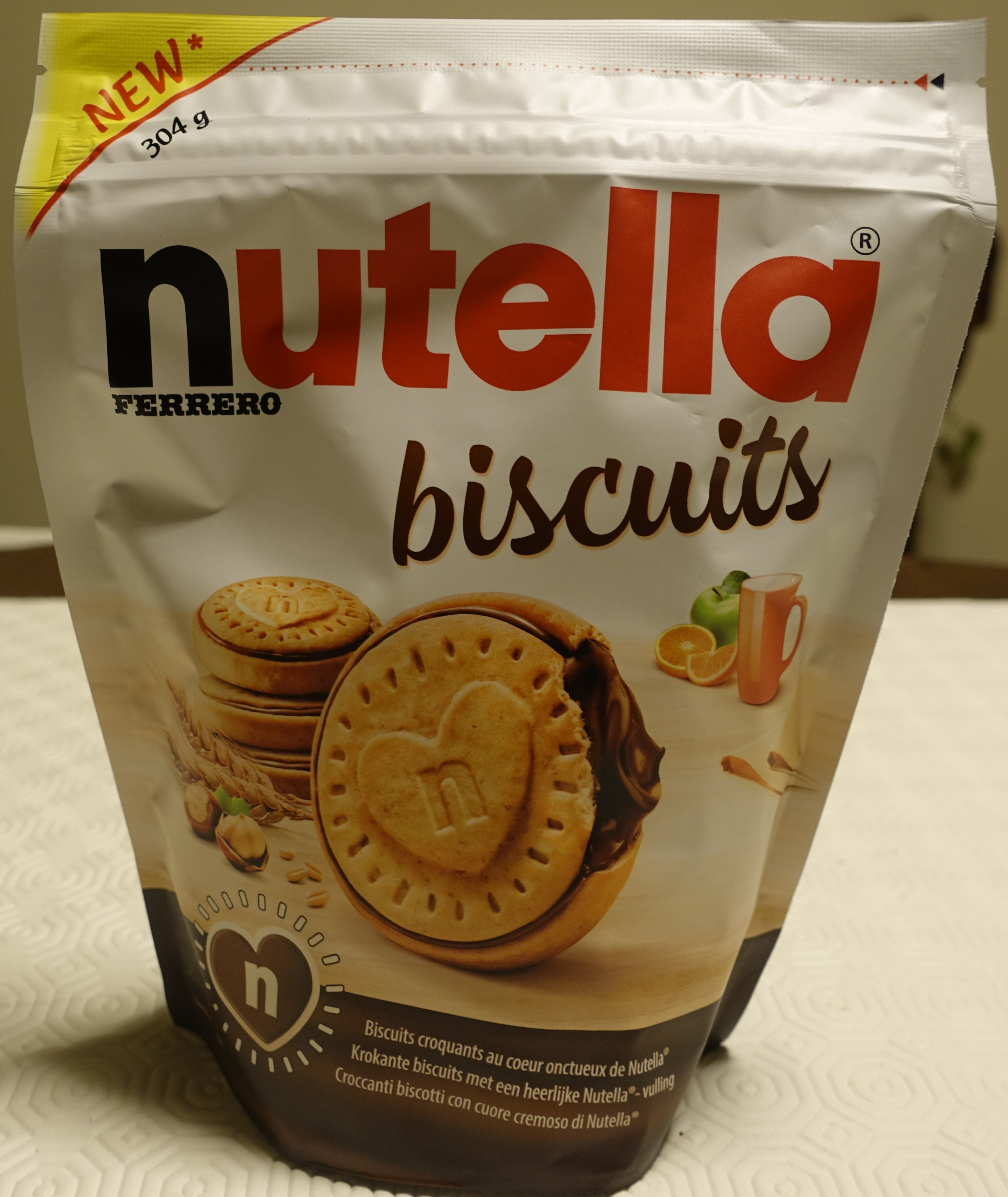
nutella biscuits

## 広告
サッカードイツ代表が出演するCMが制作されている。

## Gnutellaとの関係
P2Pファイル交換ソフトのGnutellaの名称は、ヌテラを好きだった元々の開発者によって、GNUとヌテラから名づけられた合成語である。2001年にはフェレロ社がGnutellaに対して法的措置を取ると報じられたこともある。